# Relações entre Arábia Saudita e Canadá
As Relações entre a Arábia Saudita e o Canadá são as relações diplomáticas estabelecidas entre o Reino da Arábia Saudita e o Canadá. Os dois países compartilham laços econômicos robustos; A Arábia Saudita representa o segundo maior parceiro comercial do Canadá no Oriente Médio, uma relação que foi reforçada em fevereiro de 2014 com a compra de armas canadenses no valor de C$ 15 bilhões pela Arábia Saudita. Até agosto de 2018, havia mais de 16.000 estudantes sauditas bolsistas do governo no Canadá.
As relações entre os dois azedaram gradualmente após uma disputa diplomática que foi desencadeada pelo pedido do Governo do Canadá para a libertação imediata do blogueiro Raif Badawi e sua irmã Samar Badawi via Twitter em 5 de agosto de 2018 por questões de direitos humanos. Em resposta, a Arábia Saudita acusou o Canadá de interferir em seus assuntos internos e expulsou o embaixador canadense na Arábia Saudita em Riade, declarando-o Persona non grata, e dando-lhe 48 horas para deixar o país. Também chamou de volta seu próprio embaixador de Ottawa, suspendeu todo o novo comércio (exceto as vendas de petróleo), congelou toda a Arábia Sauditavoos de e para Toronto e bolsas canceladas para milhares de estudantes sauditas no Canadá.